# Bowman Inlet
Das Bowman Inlet (englisch für Bowman-Einlass) ist eine vereiste Nebenbucht des Mobiloil Inlet an der Bowman-Küste des Grahamlands auf der Antarktischen Halbinsel. Sie wird südlich durch die Hollick-Kenyon-Halbinsel begrenzt. Ihre Einfahrt liegt zwischen dem Kay-Nunatak und dem Platt Point.
Der US-amerikanische Polarforscher Lincoln Ellsworth fotografierte sie während eines Überflugs am 23. November 1935. Diese Luftaufnahmen dienten dem US-amerikanischen Kartografen W. L. G. Joerg der Kartierung ihrer Westküste. Neuerliche Luftaufnahmen entstanden 1940 bei der United States Antarctic Service Expedition (1939–1941) und 1947 bei der US-amerikanischen Ronne Antarctic Research Expedition (1947–1948). Der Falkland Islands Dependencies Survey nahm 1958 eine Vermessung vor. Das Advisory Committee on Antarctic Names benannte die Bucht nach Leutnant Bradley Jay Bowman (1931–2021) von den Reservestreitkräften der United States Navy, diensthabender Offizier der Einheit zur Errichtung der Palmer-Station während der Operation Deep Freeze von 1968 bis 1969.